# Estadio Municipal de Anduva
Das Estadio Municipal de Anduva ist ein Fußballstadion in der spanischen Stadt Miranda de Ebro. Das Stadion hat ein Fassungsvermögen von rund 6.900 Zuschauern, die meisten davon auf Stehplätzen, und dient dem Fußballverein CD Mirandés als Heimstätte.

## Geschichte
Das Estadio Municipal de Anduva wurde am 22. Januar 1950 offiziell eröffnet, jedoch hatte CD Mirandés schon seit Beginn der Saison 1949/50 der Tercera División seine Heimspiele im Stadion ausgetragen. Im Jahr 2005 wurde die Überdachung der Haupttribüne auf der Westseite renoviert. Am 28. Februar 2006 bestritt Spaniens U-21 Nationalteam ein freundschaftliches Länderspiel gegen Polen im Estadio Anduva, die Begegnung endete mit einem 0:1 zu Gunsten der Gäste.
Eine Erweiterung erlebte die Spielstätte im Jahr 2010, als eine reine Sitzplatztribüne auf der Südseite errichtet wurde. Zur Einweihung bestritt CD Mirandés am 24. November 2010 ein Freundschaftsspiel gegen Real Sociedad und siegte mit 3:1.
Im Blickpunkt der Medien war das Estadio Municipal de Anduva im Zuge der Copa del Rey 2011/12, als CD Mirandés durch Heimsiege gegen die Erstligisten FC Villarreal, Racing Santander und Espanyol Barcelona überraschend bis ins Halbfinale vorstoßen konnte. Dort unterlag CD Mirandès am 7. Februar 2012 Athletic Bilbao (1:2) vor der Rekordzahl (durch Aufstellung von Zusatztribünen) von 7.980 Besuchern.

## Spiele der spanischen U-21-Fußballnationalmannschaft
- 28. Februar 2006:  Spanien –  Polen 0:1 (Testspiel)